# Cichów
Cichów – wieś w Polsce położona w województwie wielkopolskim, w powiecie tureckim, w gminie Brudzew. Cichów leży nad rzeką Kiełbaską, lewym dopływem Warty. Przez miejscowości przebiega droga powiatowa relacji Brudzew–Koło.
Sołectwo Cichów zajmuje ogółem 566 ha powierzchni, z czego użytki rolne to 495 ha, lasy 41 ha, drogi 10 ha, rowy melioracyjne i rzeka 7 ha, a także tereny siedliskowe i nieużytki stanowiące 18 ha.
Nazwa miejscowości wywodzi się prawdopodobnie od słów cicho lub cisza.
Sołtysami miejscowości byli: Maksymilian Graliński, Eugeniusz Gęziak, Czesław Koral, Bogumił Hofman, Jerzy Sobieszczański, a obecnie Małgorzata Kos.
W latach 1975–1998 miejscowość administracyjnie należała do województwa konińskiego.

## Części wsi

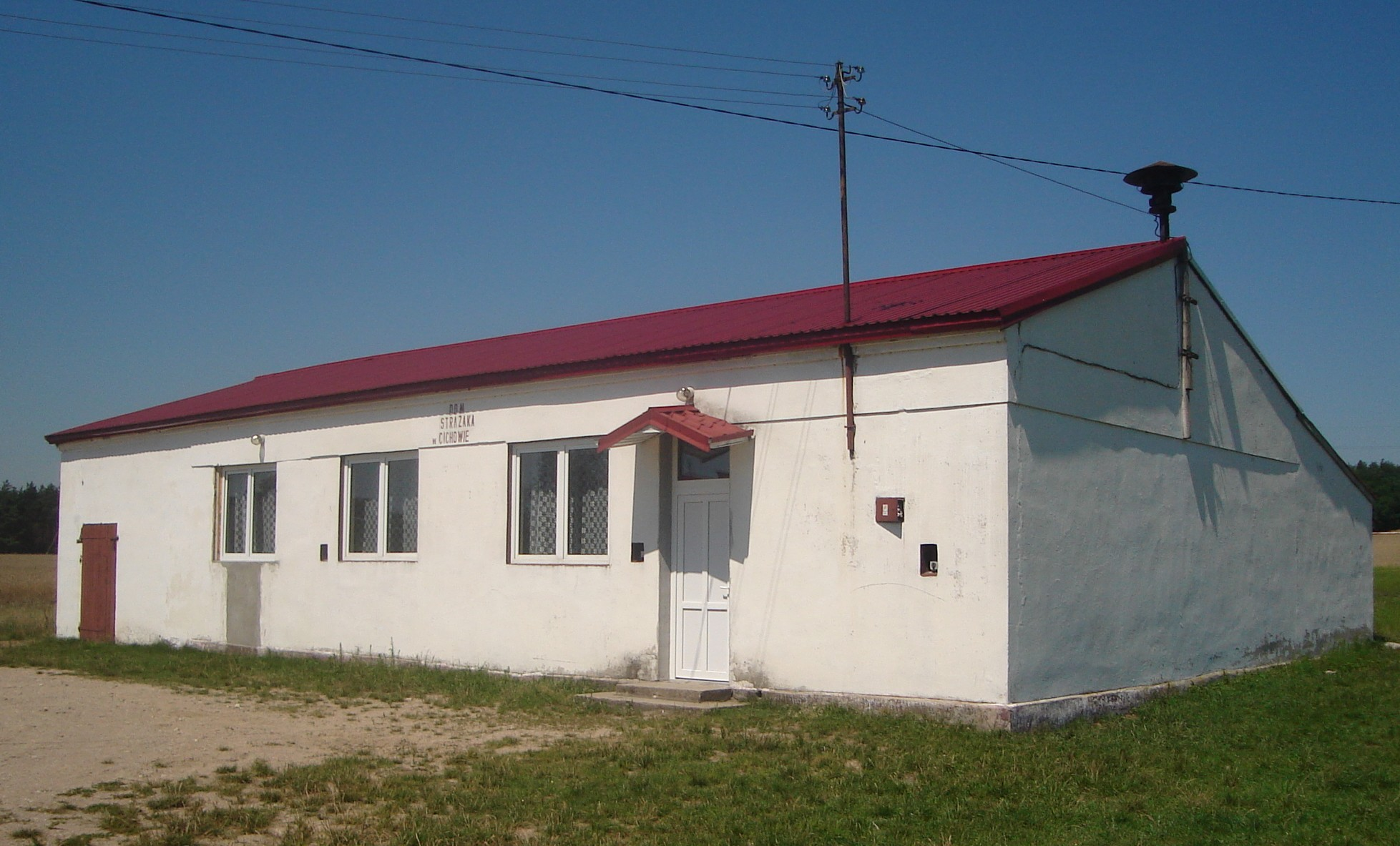
Remiza OSP

| SIMC    | Nazwa           | Rodzaj    |
| ------- | --------------- | --------- |
| 0281542 | Brudzew-Kolonia | część wsi |

## Ochotnicza Straż Pożarna
W Cichowie działa Ochornicza Straż Pożarna, która swym działaniem zrzesza dwudziestu ośmiu członków czynnych oraz trzech honorowych. Prezesem jednostki jest Andrzej Majtka, zaś jej naczelnikiem Jerzy Sobieszczański.
OSP Cichów posiada również remizę strażacką.